# Comuna Gilău, Cluj
Gilău, mai demult Gelău (în maghiară Gyalu, în dialectul săsesc Gela, în germană Gelu, Julmarkt sau Jalmarkt) este o comună în județul Cluj, Transilvania, România, formată din satele Gilău (reședința), Someșu Cald și Someșu Rece.
În perioada interbelică a fost reședința plasei Gilău din județul Cluj (interbelic). În prezent este reședința comunei Gilău care cuprinde și localitățile învecinate.

## Istoric
În sudul comunei se găsesc vestigiile unui castru militar roman și a unei așezări civile romane. A fost primul castru din Transilvania unde arheologii au identificat clar succesiunea între castrul din pământ și lemn și castrul de piatră care i-a urmat (dimensiuni: 138 x 221 m).
Etimologic, s-a emis ipoteza că numele Gilău ar fi un derivat de la Gelu. Conform cronicarului anonim al regelui Bela al IV-lea voievodul Gelu a murit la confluența pârâului Căpuș cu Someșul Mic, aflată pe teritoriul Gilăului, în timp ce se retrăgea din fața hoardelor maghiare spre cetatea sa de la Dăbâca (ad castrum suum).
În 1660 aici a avut loc o bătălie între Gheorghe Rákóczi al II-lea și turci, în urma căreia principele Transilvaniei a fost învins, murind la scurt timp din cauza rănilor suferite.
În perioada interbelică Gilăul a fost localitatea de reședință a plășii Gilău.

## Date geografice
Gilăul este așezat la poalele nord-estice ale Munților Apuseni, la aproximativ 15 km vest de Cluj-Napoca.
Comuna Gilău se învecinează cu comunele Baciu și Gârbău la nord, Florești la est, Săvădisla la sud-est, Măguri-Răcătău și Mărișel la sud și sud-vest, Căpușu Mare la vest.

### Arii protejate
- Lacul Tarnița (zonă peisagistică protejată)
- Rezervația naturală Cariera Corabia (monument al naturii).

## Demografie
Componența etnică a comunei Gilău
     Români (73,63%)
     Romi (9,13%)
     Maghiari (6,43%)
     Alte etnii (0,18%)
     Necunoscută (10,63%)
Componența confesională a comunei Gilău
     Ortodocși (70,92%)
     Reformați (6,7%)
     Penticostali (4,18%)
     Baptiști (4,04%)
     Alte religii (2,57%)
     Necunoscută (11,58%)
Conform recensământului efectuat în 2021, populația comunei Gilău se ridică la 8.980 de locuitori, în creștere față de recensământul anterior din 2011, când fuseseră înregistrați 8.300 de locuitori. Majoritatea locuitorilor sunt români (73,63%), cu minorități de romi (9,13%) și maghiari (6,43%), iar pentru 10,63% nu se cunoaște apartenența etnică. Din punct de vedere confesional, majoritatea locuitorilor sunt ortodocși (70,92%), cu minorități de reformați (6,7%), penticostali (4,18%) și baptiști (4,04%), iar pentru 11,58% nu se cunoaște apartenența confesională.

## Politică și administrație
Comuna Gilău este administrată de un primar și un consiliu local compus din 15 consilieri. Primarul, Gelu Topan[*], de la Partidul Național Liberal, este în funcție din 2000. Începând cu alegerile locale din 2024, consiliul local are următoarea componență pe partide politice:
|  | Partid                                 | Consilieri | Componența Consiliului | Componența Consiliului | Componența Consiliului | Componența Consiliului | Componența Consiliului | Componența Consiliului | Componența Consiliului | Componența Consiliului |
|  | -------------------------------------- | ---------- | ---------------------- | ---------------------- | ---------------------- | ---------------------- | ---------------------- | ---------------------- | ---------------------- | ---------------------- |
|  | Partidul Național Liberal              | 8          |                        |                        |                        |                        |                        |                        |                        |                        |
|  | Partida Romilor „Pro Europa”           | 2          |                        |                        |                        |                        |                        |                        |                        |                        |
|  | Uniunea Democrată Maghiară din România | 2          |                        |                        |                        |                        |                        |                        |                        |                        |
|  | Partidul Social Democrat               | 1          |                        |                        |                        |                        |                        |                        |                        |                        |
|  | Alianța pentru Unirea Românilor        | 1          |                        |                        |                        |                        |                        |                        |                        |                        |
|  | Alianța Dreapta Unită                  | 1          |                        |                        |                        |                        |                        |                        |                        |                        |

### Evoluție istorică
De-a lungul timpului populația comunei a evoluat astfel:
Gilău - evoluția demografică

|  | Graficele sunt indisponibile din cauza unor probleme tehnice. Mai multe informații se găsesc la Phabricator și la wiki-ul MediaWiki. |

Date: Recensăminte sau birourile de statistică - grafică realizată de Wikipedia

## Lăcașuri de cult
- Biserica de lemn din Gilău
- Biserica Greco - Catolică din Gilău
- Biserica Reformată din Gilău
- Biserica Ortodoxă din Gilău

## Obiective turistice
- Castrul roman de la Gilău
- Castelul de la Gilău
- Castelul Wass-Banffy
- Conacul Gallus
- Lacul Tarnița
- Biserica de lemn din Someșu Rece
- Rezervația naturală "Cariera Corabia"

## Imagini

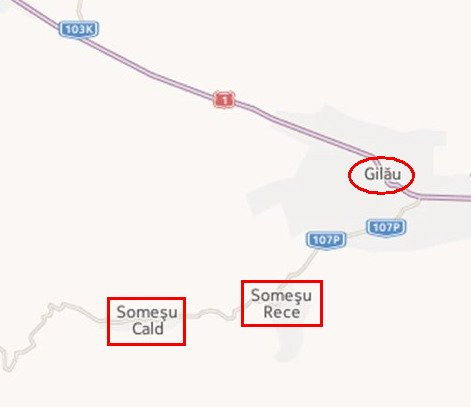
Comuna Gilău și satele componente
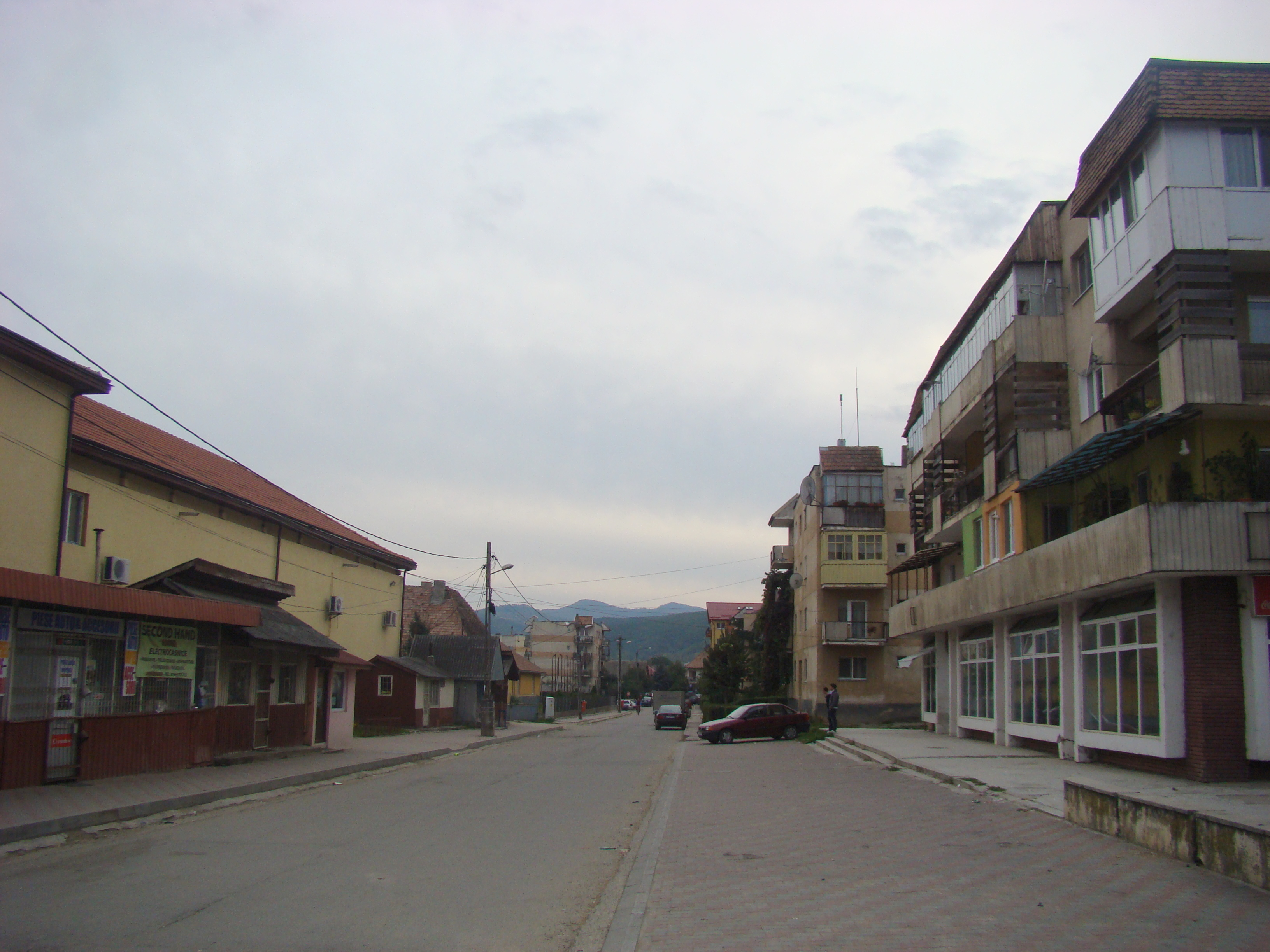
Gilău
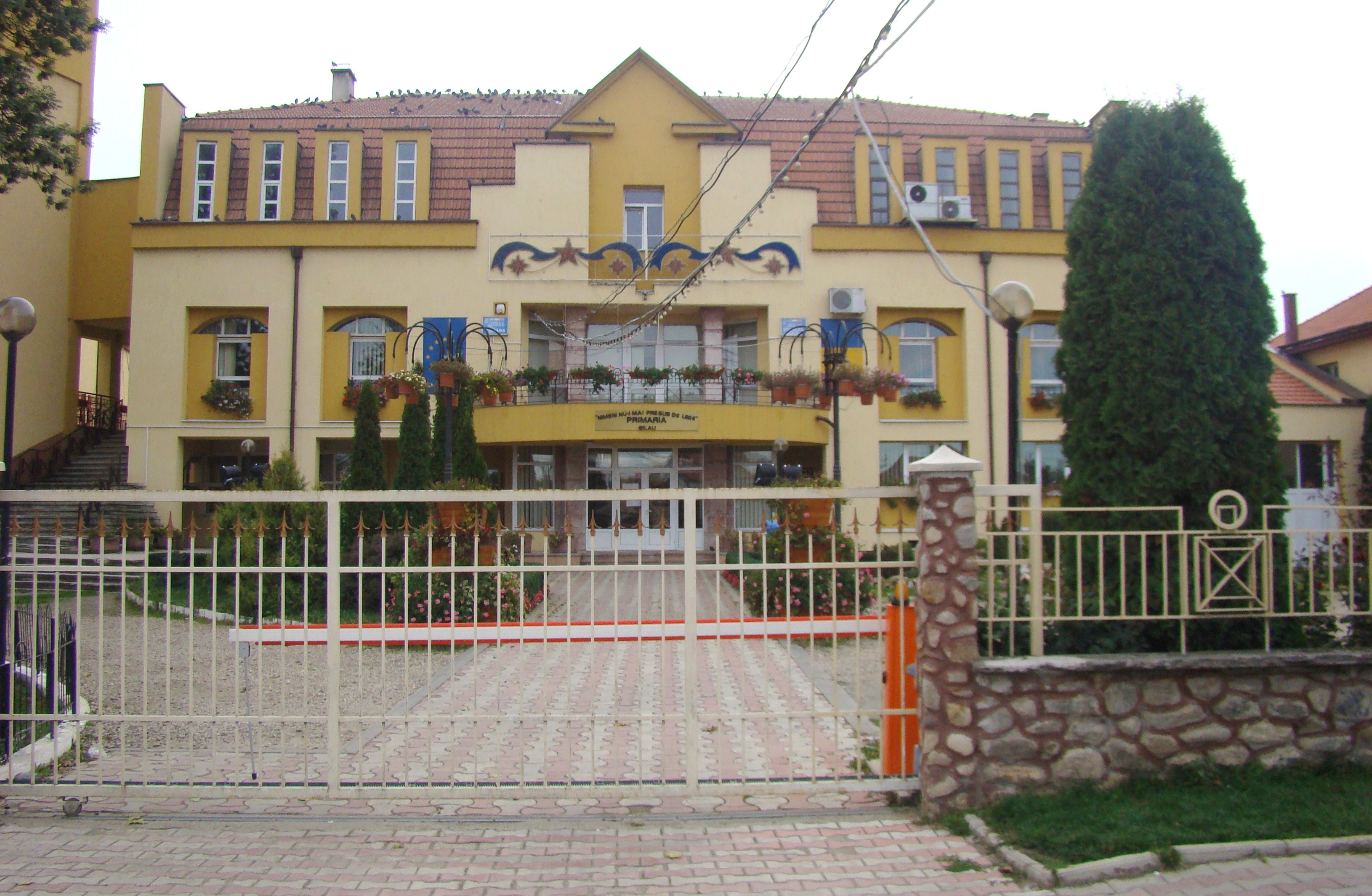
Primăria
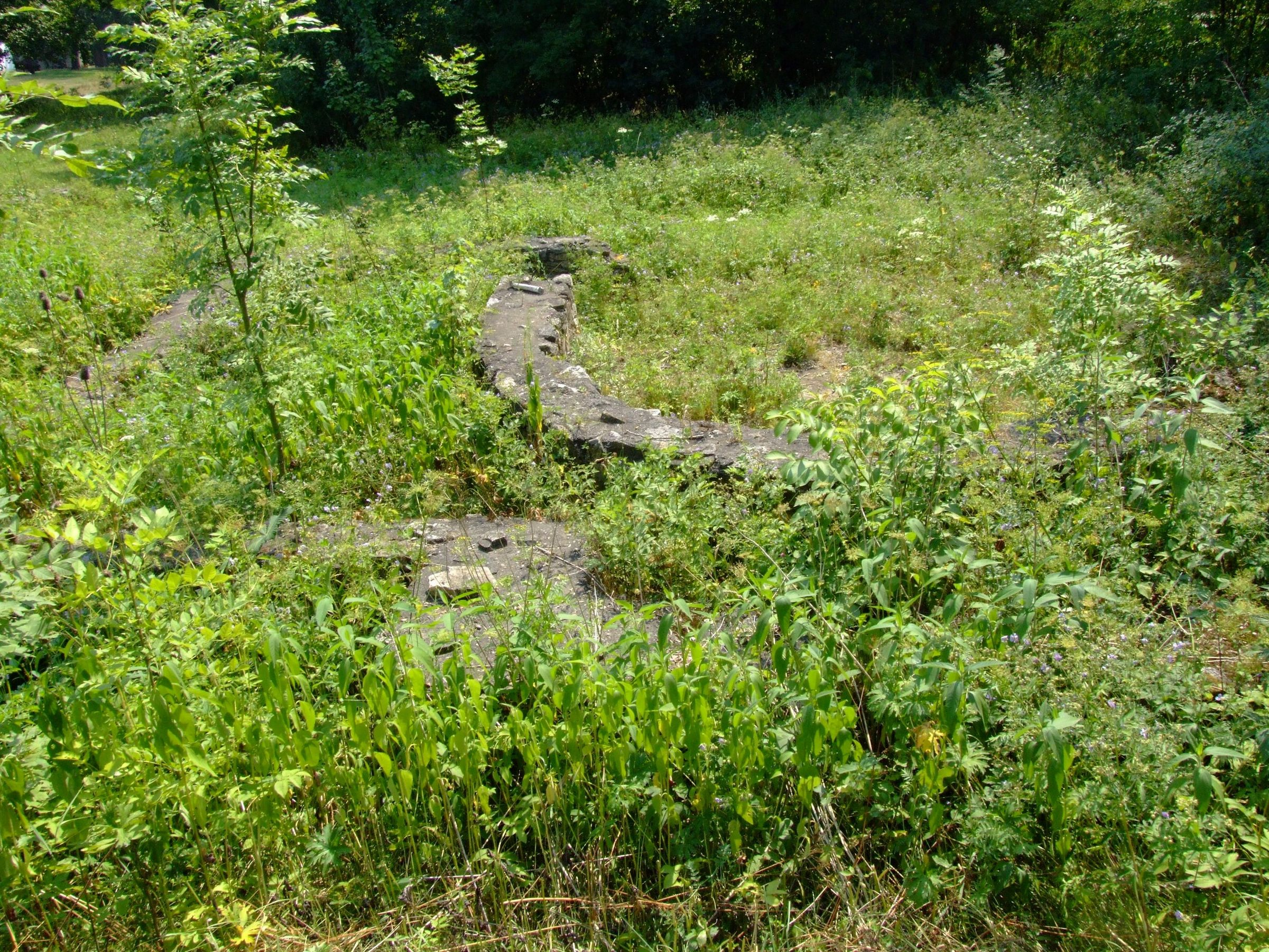
Gilău (castrul roman)
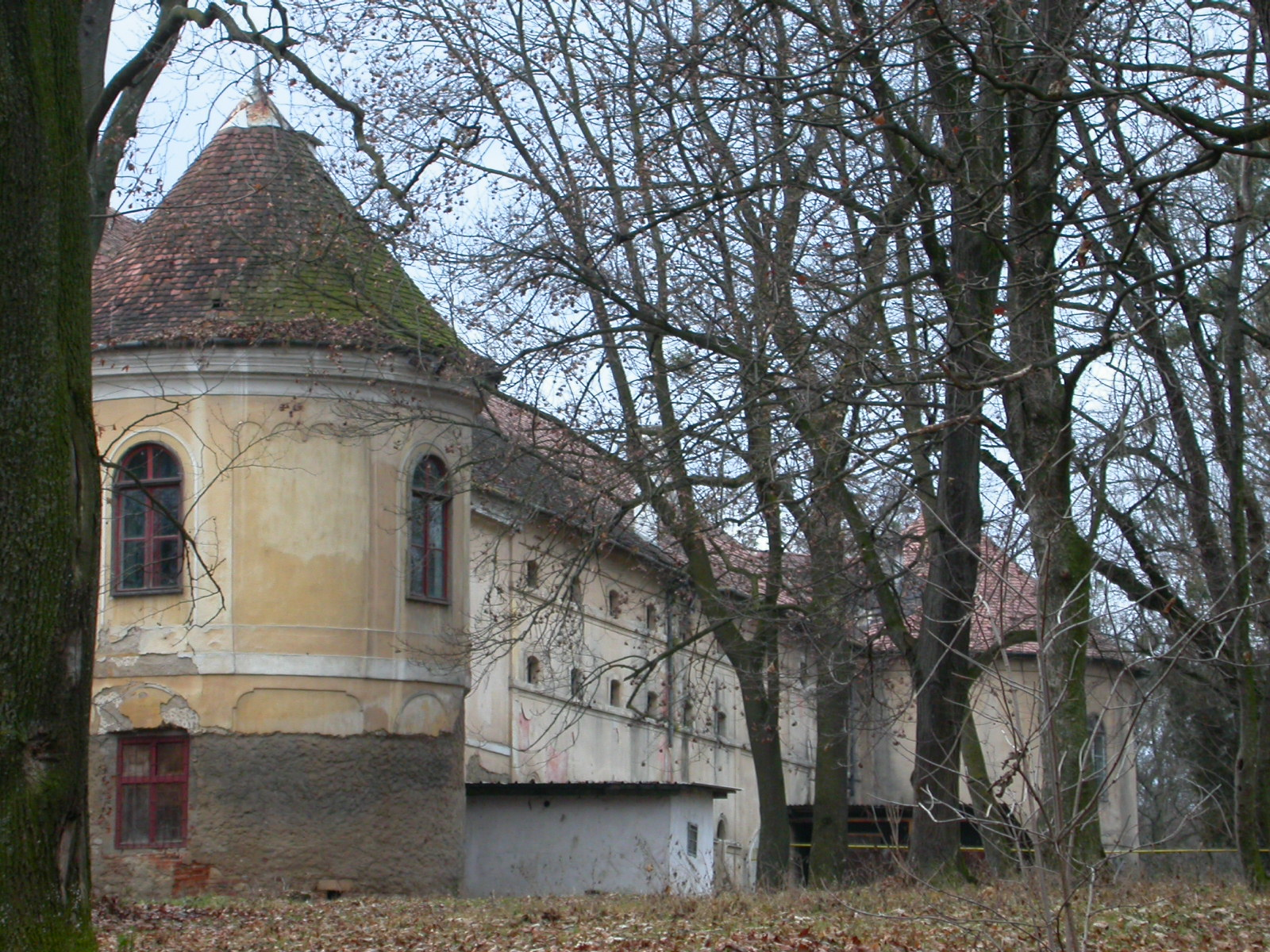
Gilău (castelul medieval)
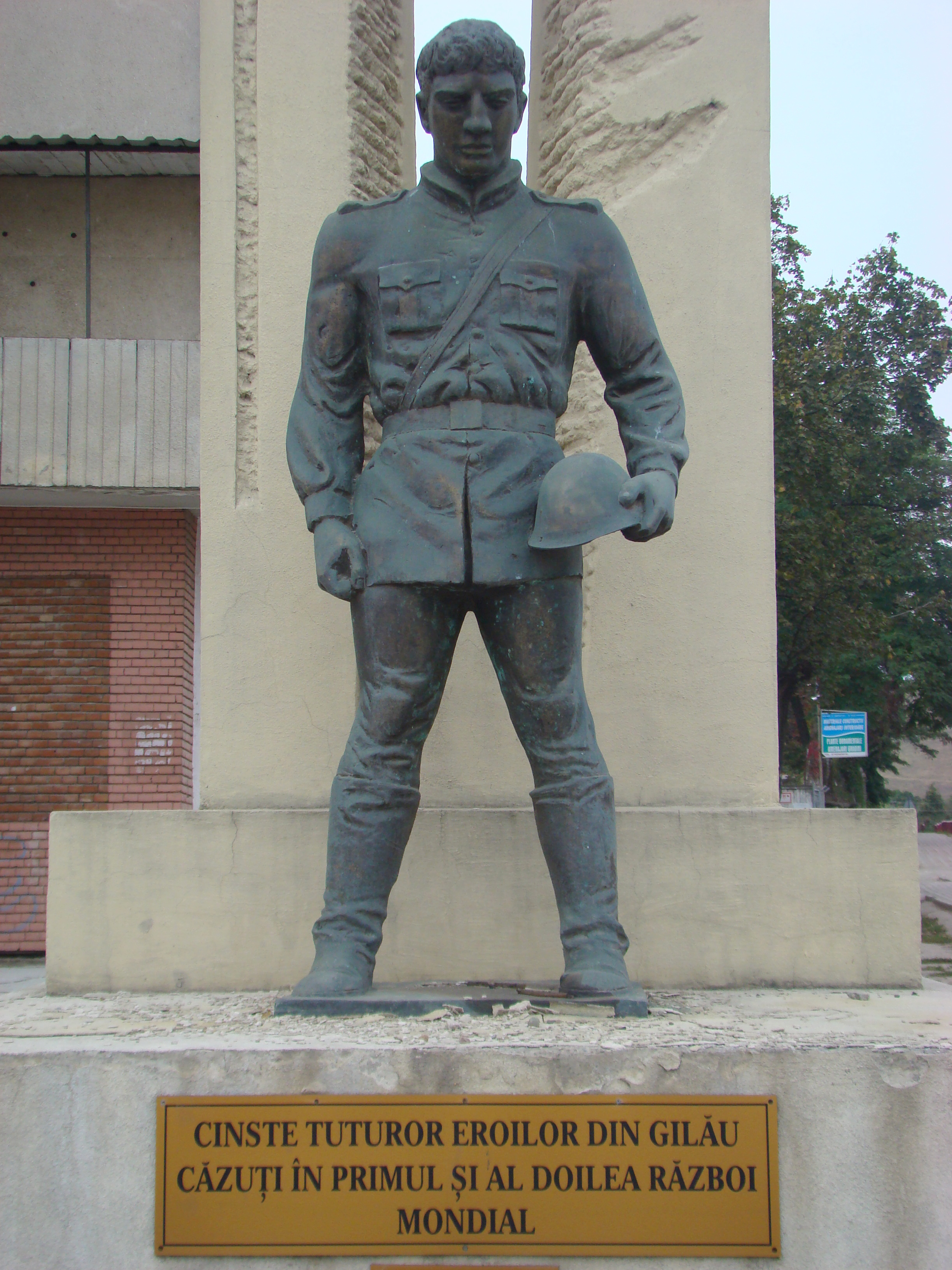
Monumentul Eroilor
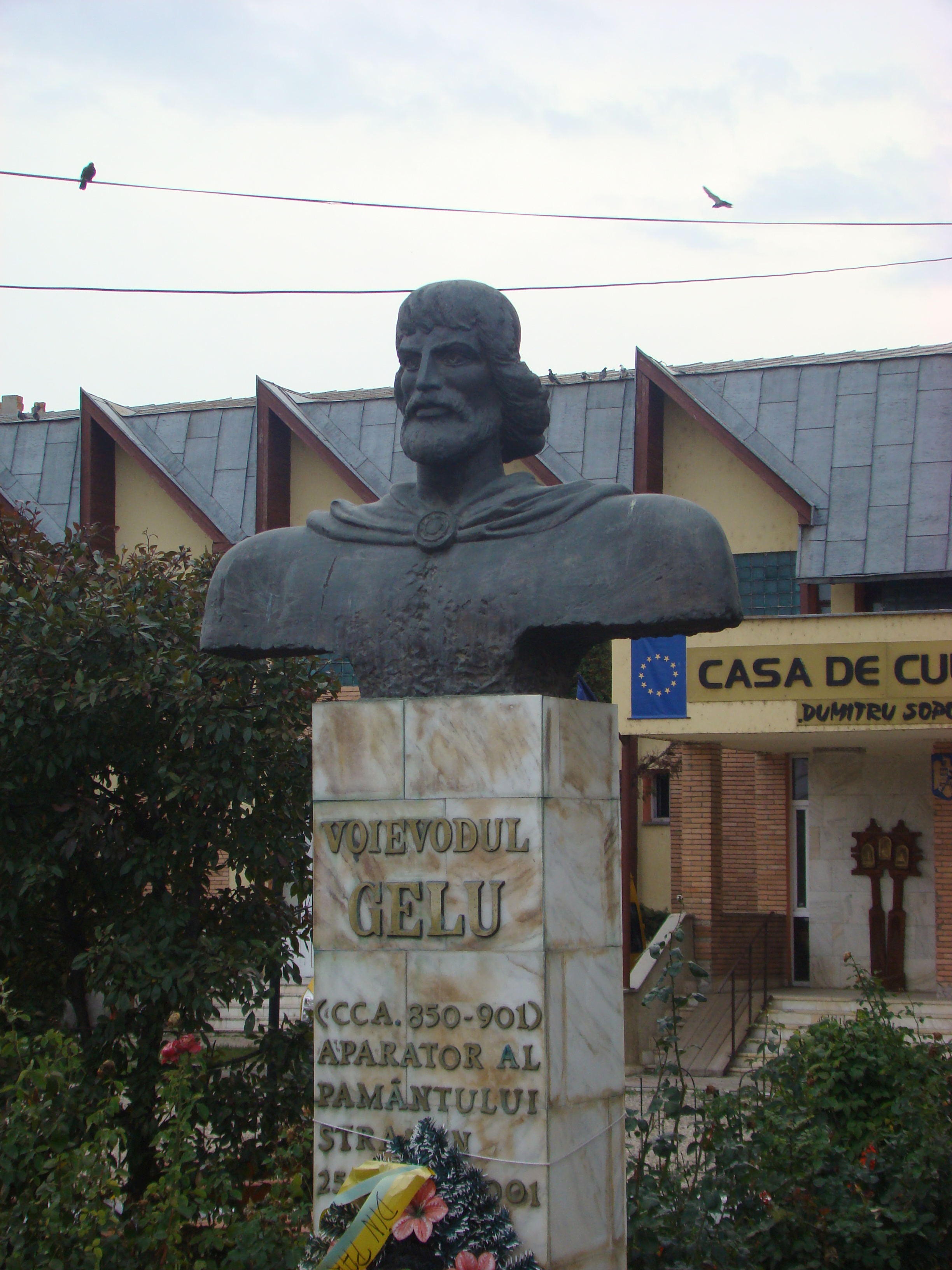
Bustul voievodului Gelu
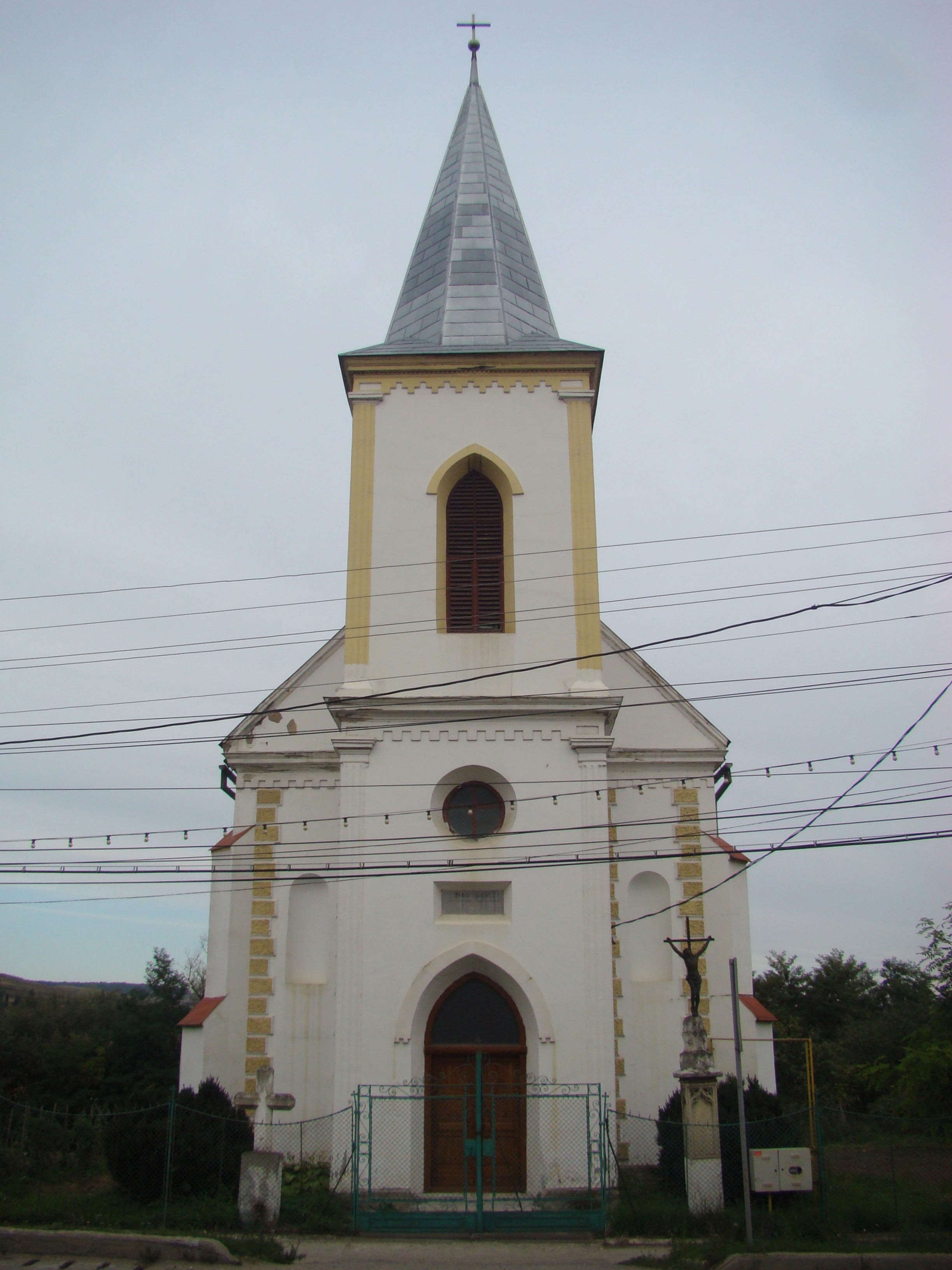
Biserica romano-catolică
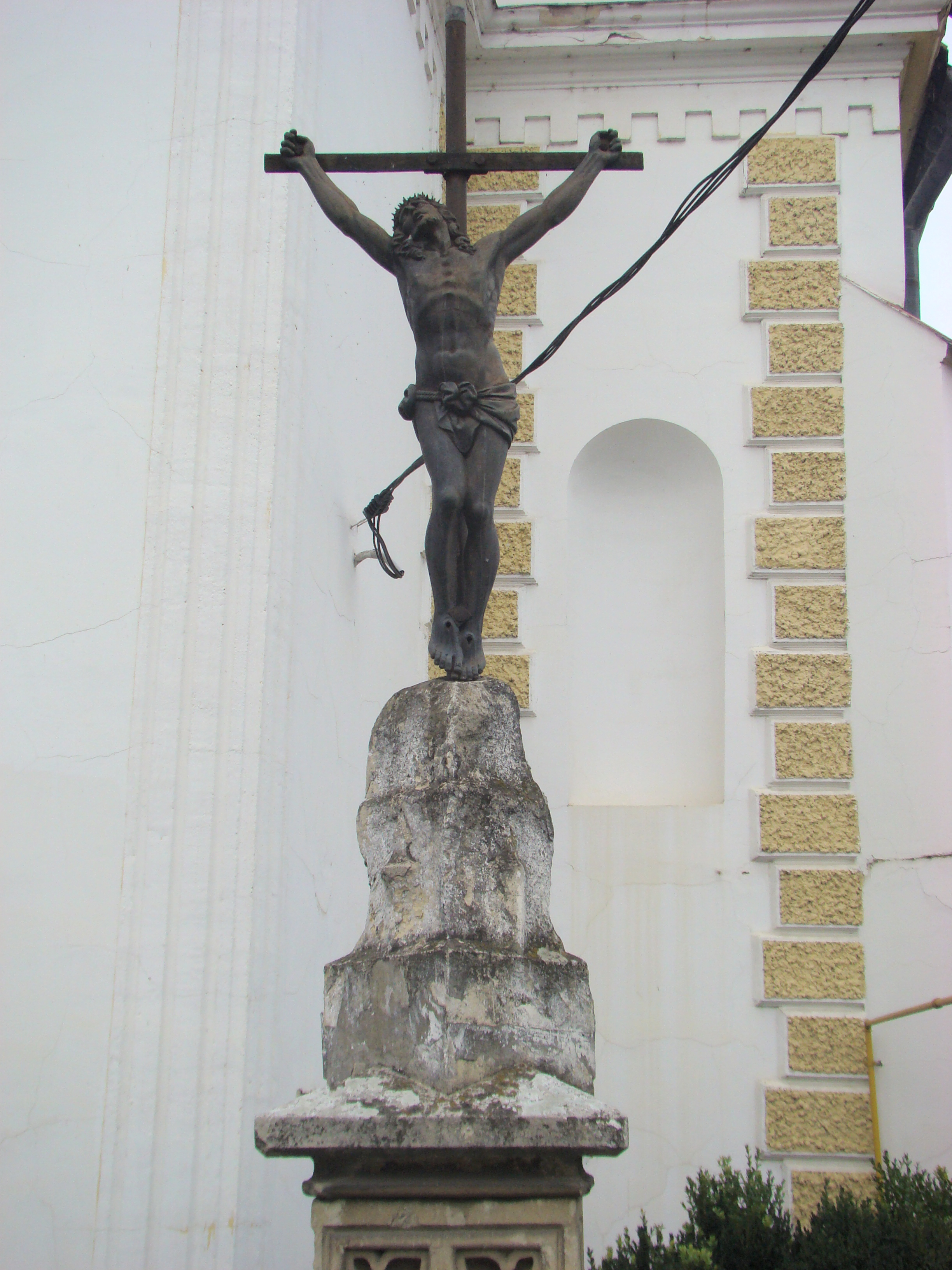
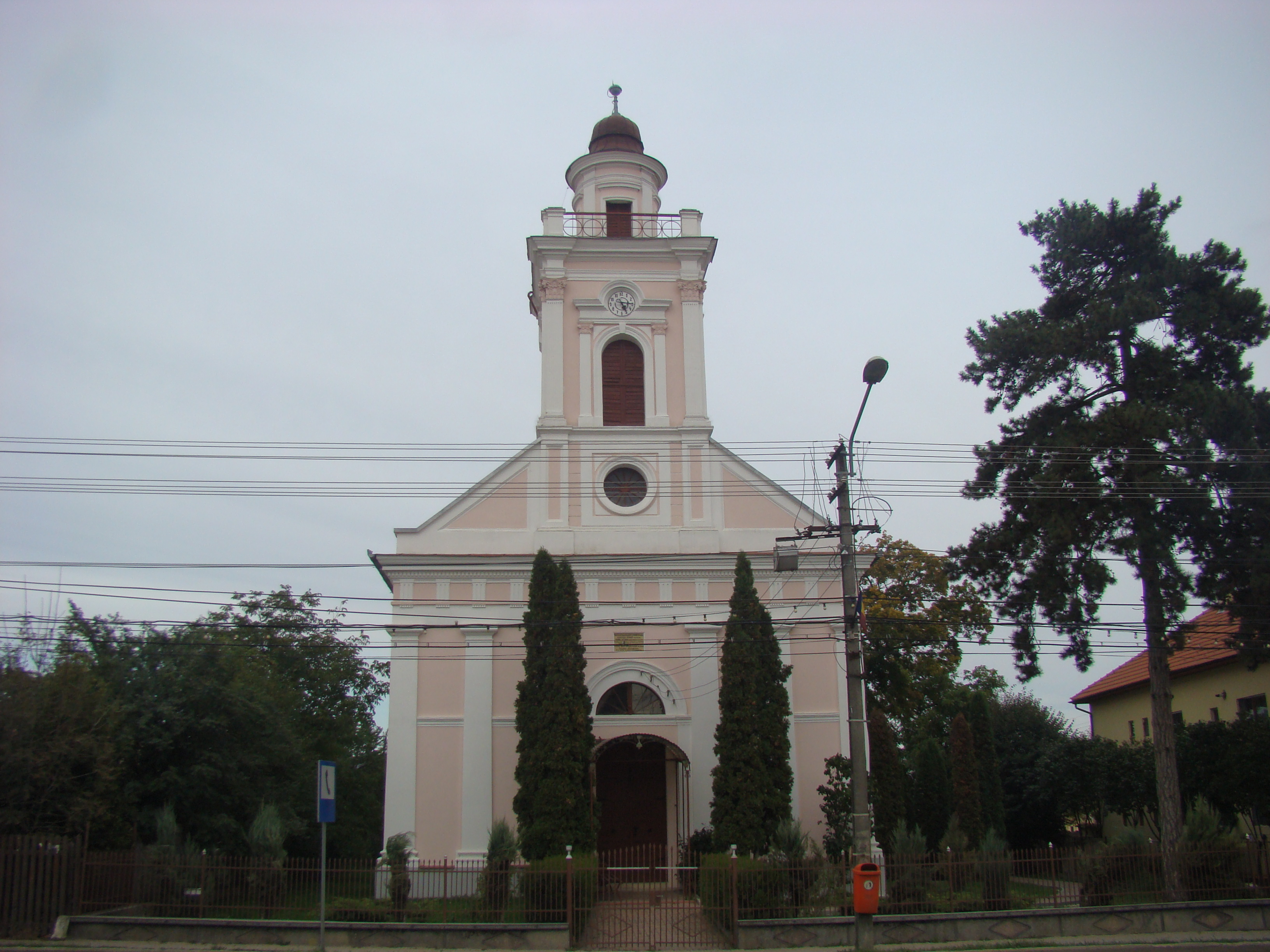
Biserica reformată (1875)
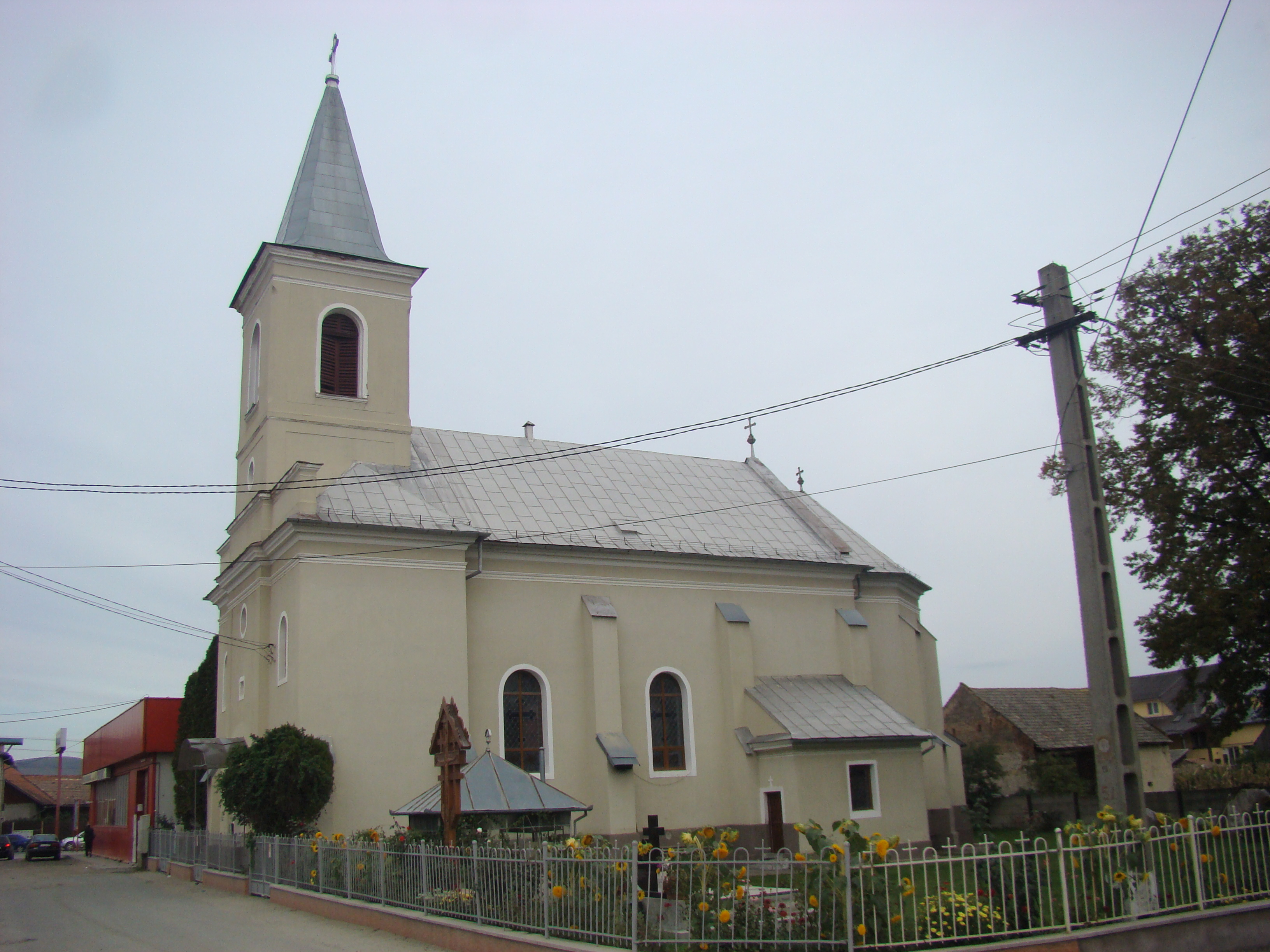
Biserica ortodoxă (fostă greco-catolică) (1896)
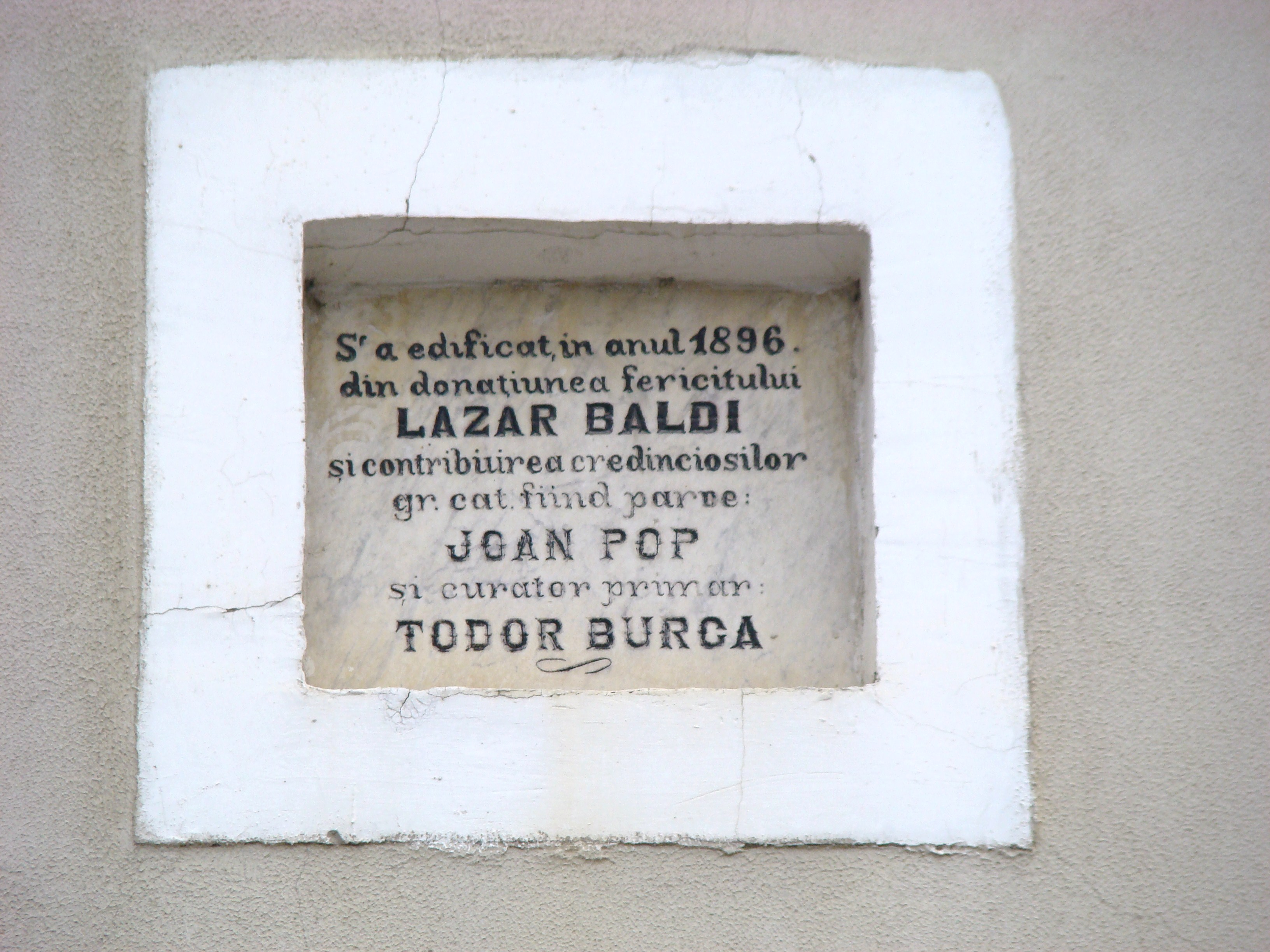
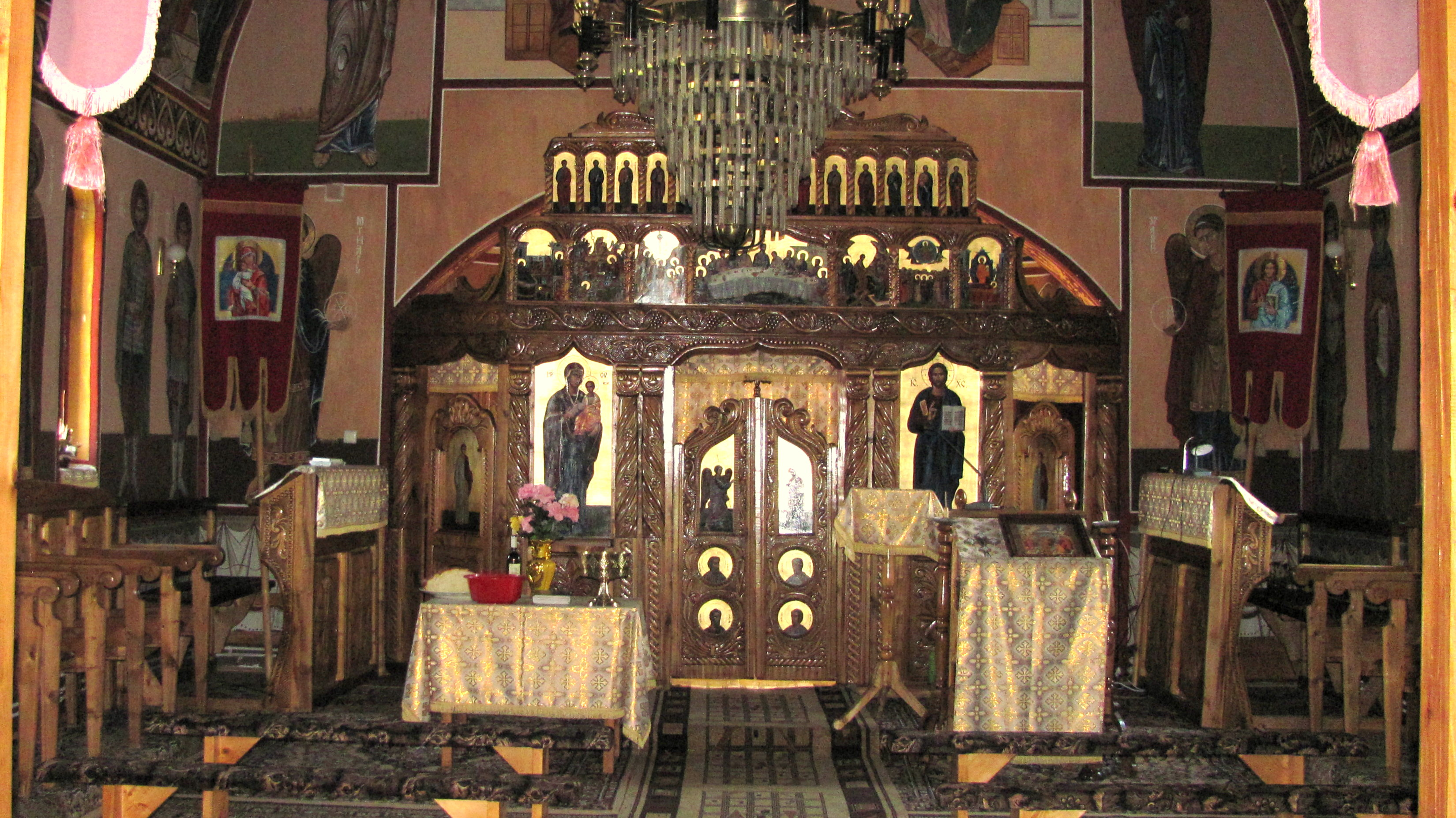
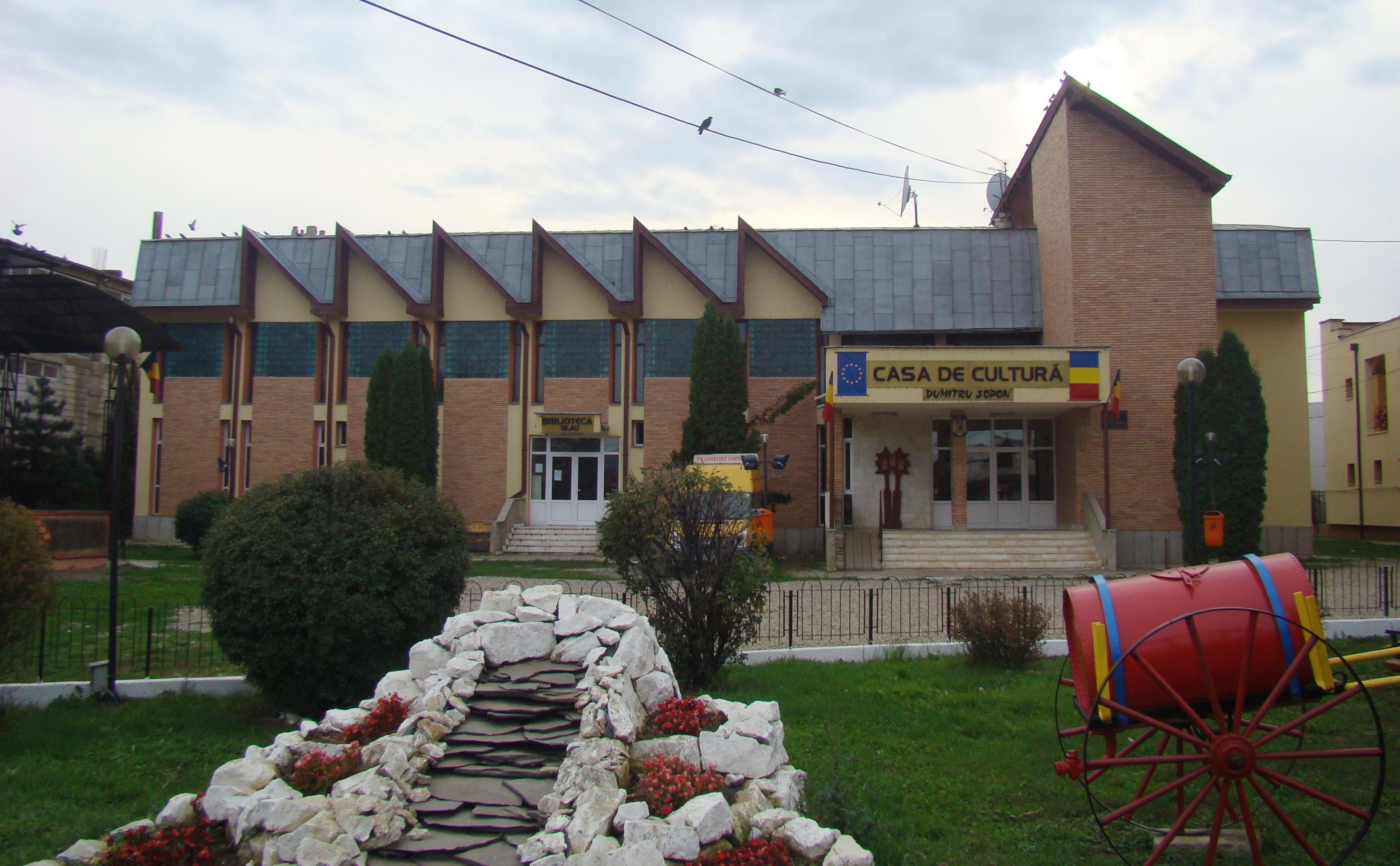
Casa de cultură „Dumitru Sopon”
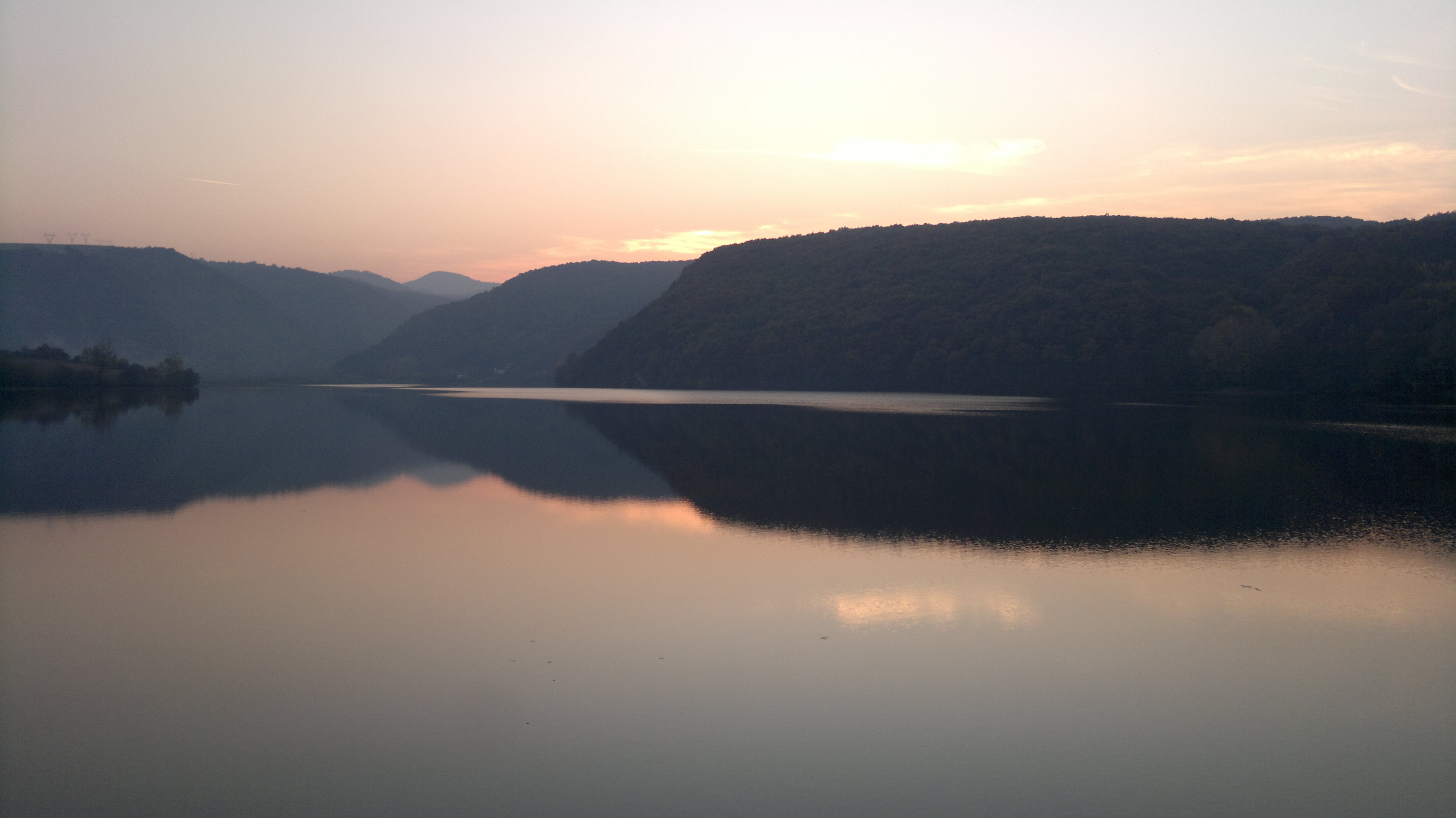
Lacul Gilău
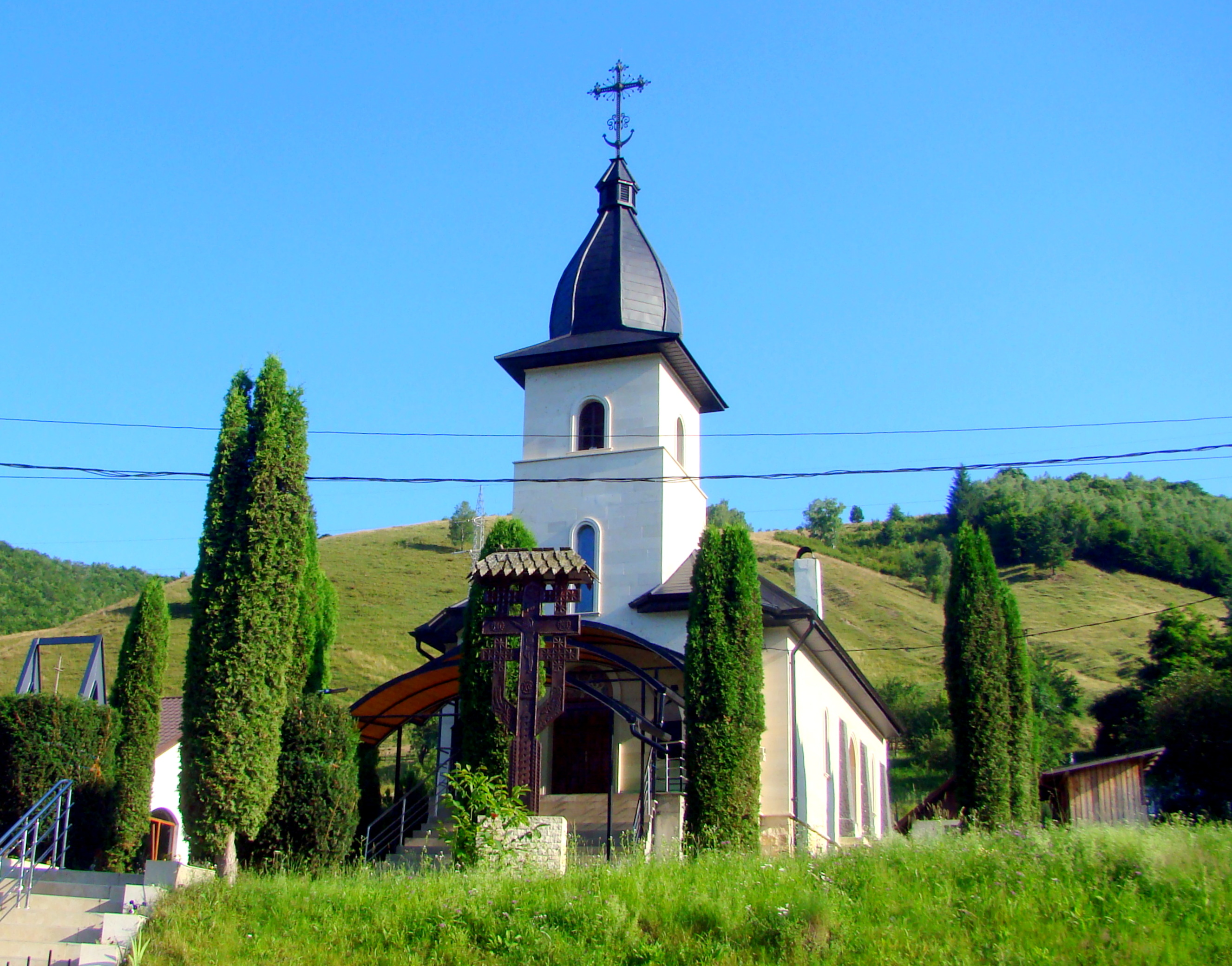
Biserica Sfinții Trei Ierarhi din Someșu Cald
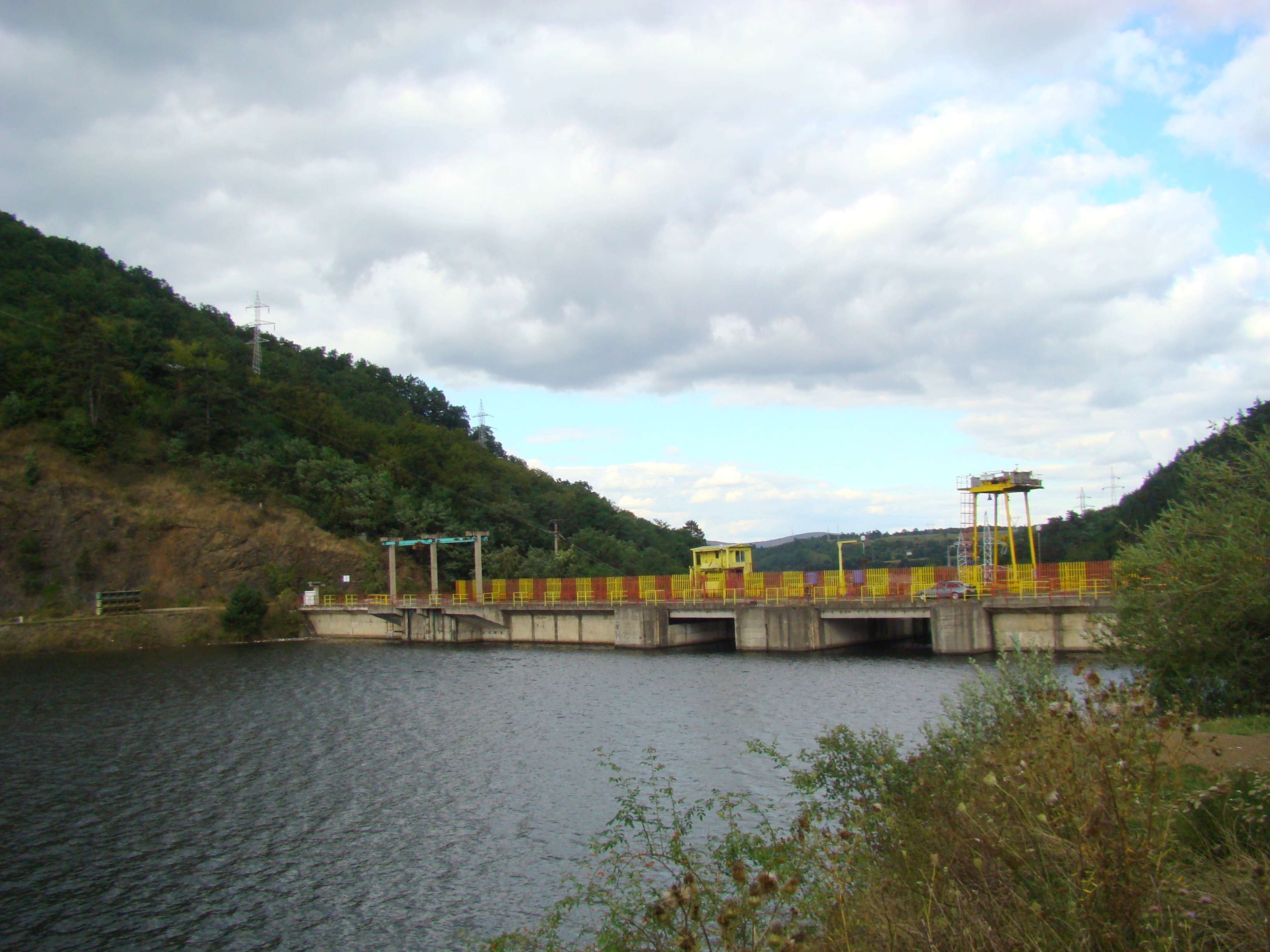
Barajul Someșul Cald
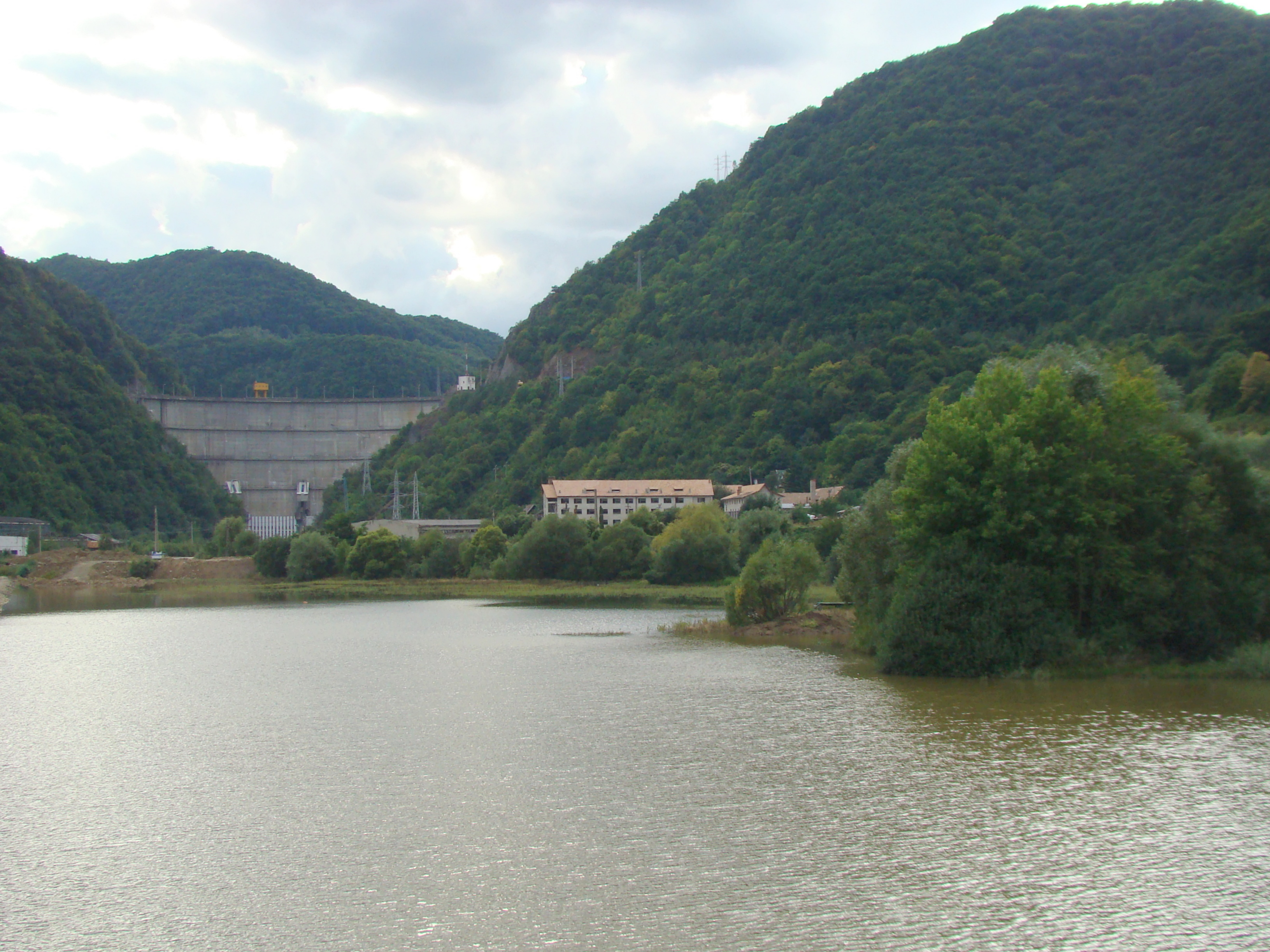
Lacul Someșul Cald
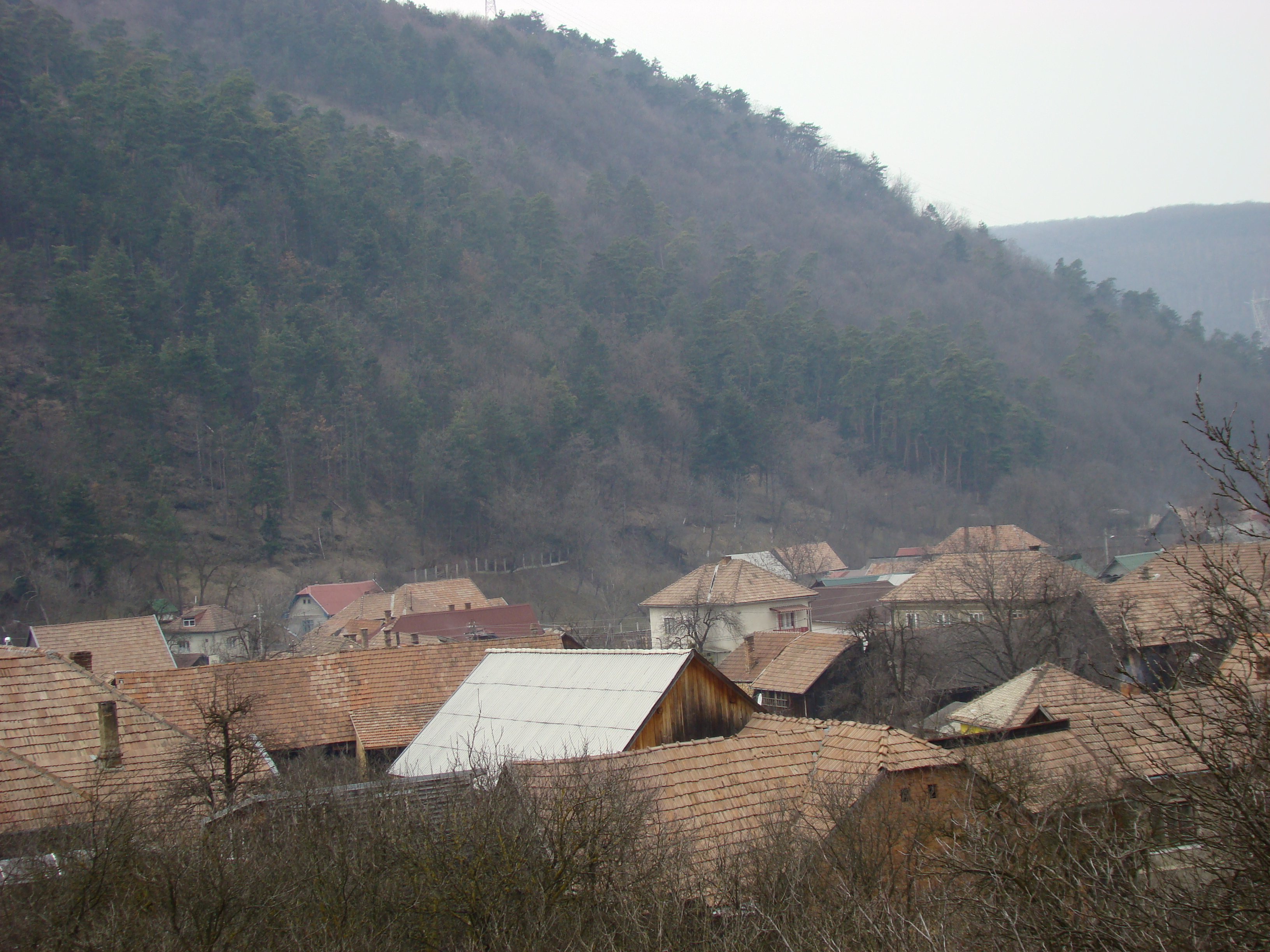
Someșu Rece
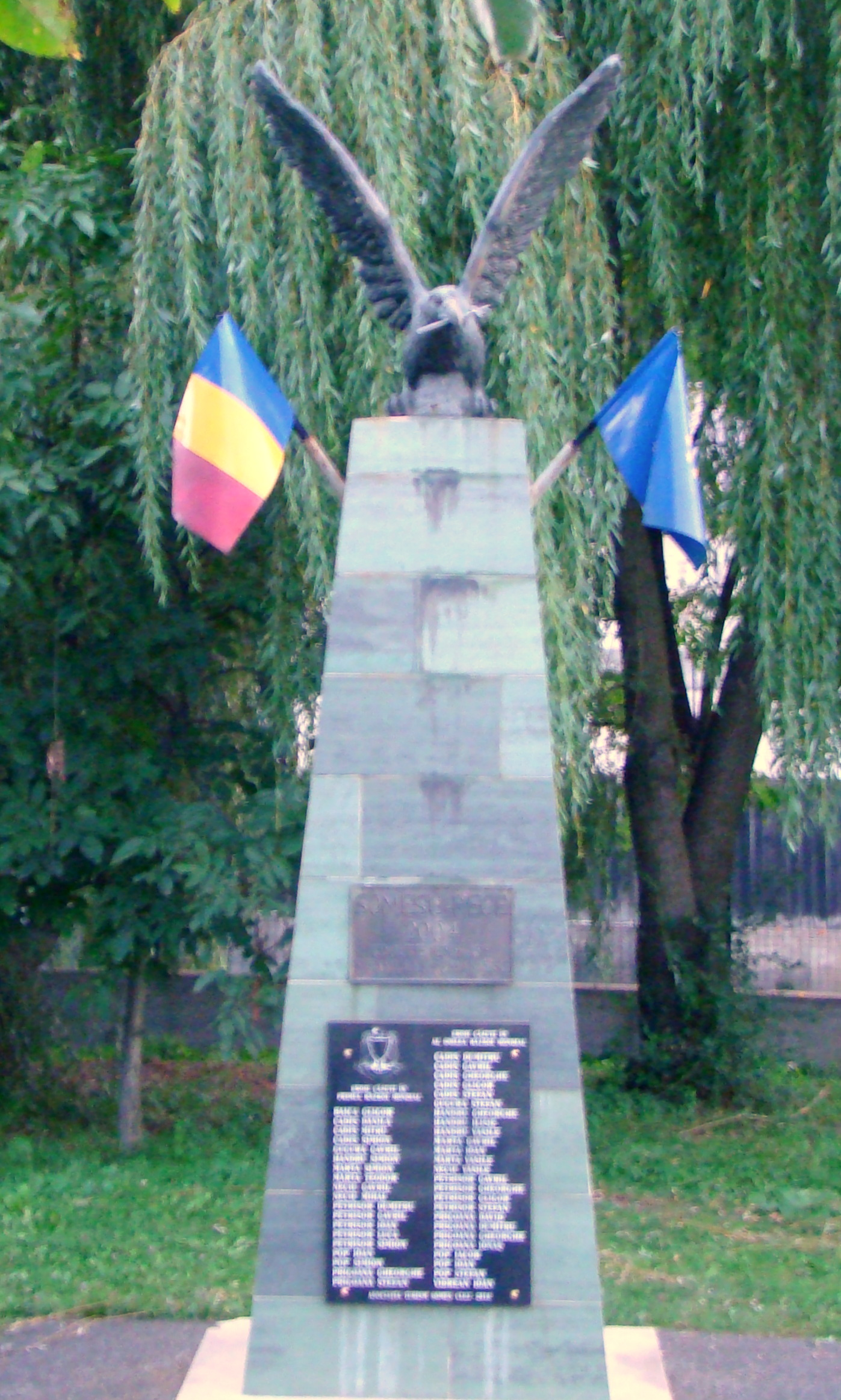
Monumentul eroilor din Someșu Rece
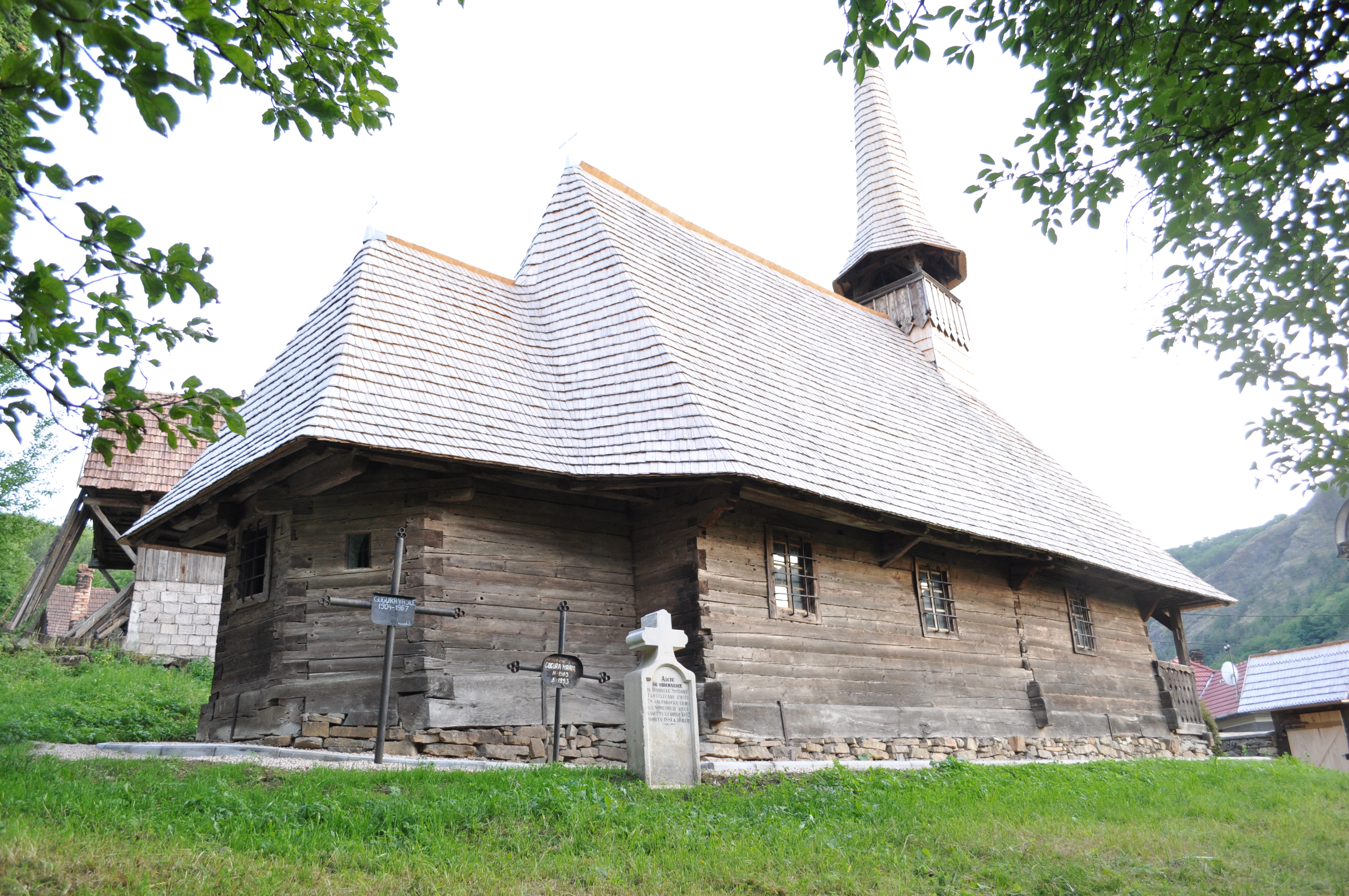
Biserica de lemn din Someșu Rece (monument istoric)
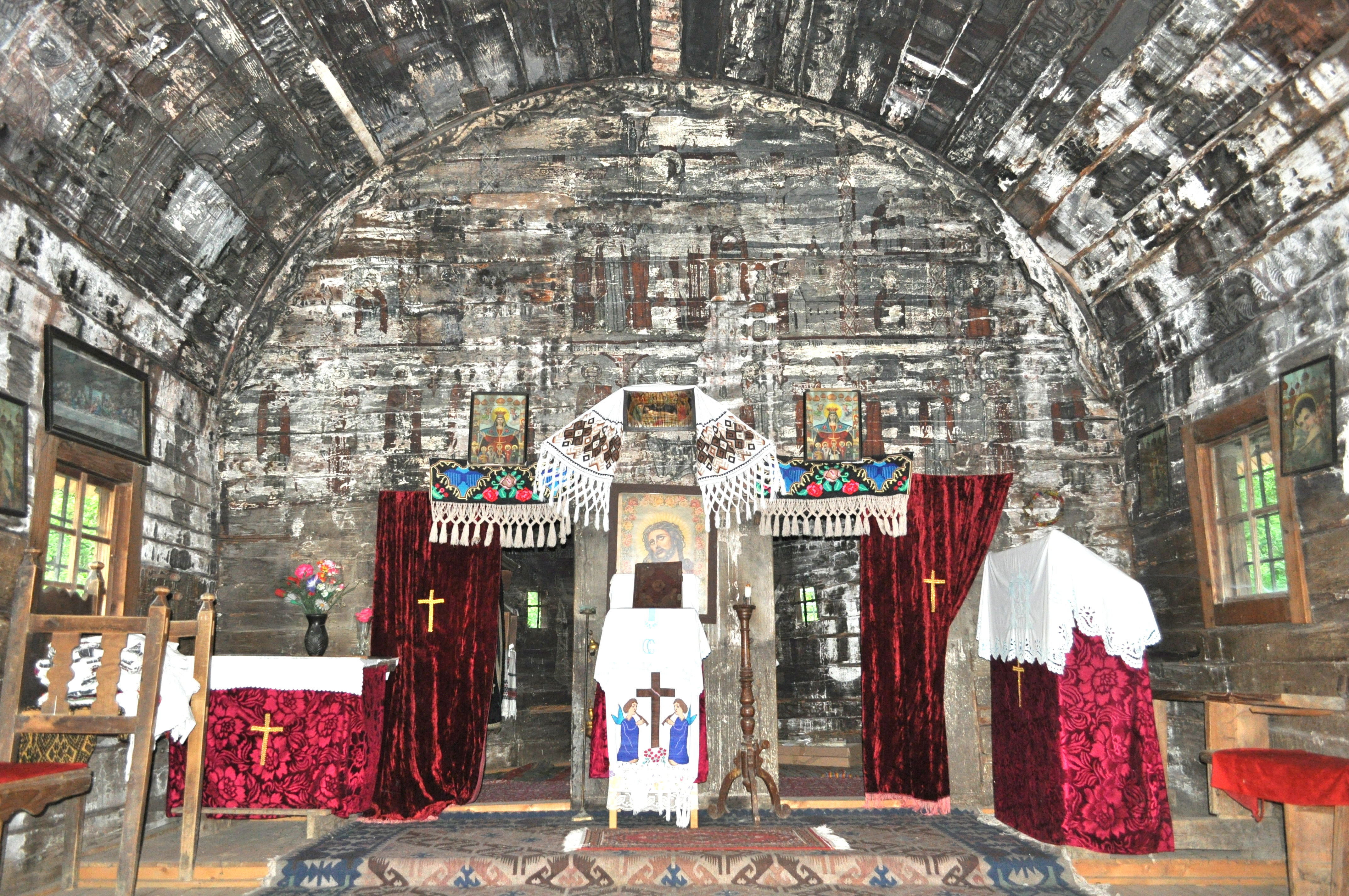
Biserica de lemn din Someșu Rece (monument istoric)
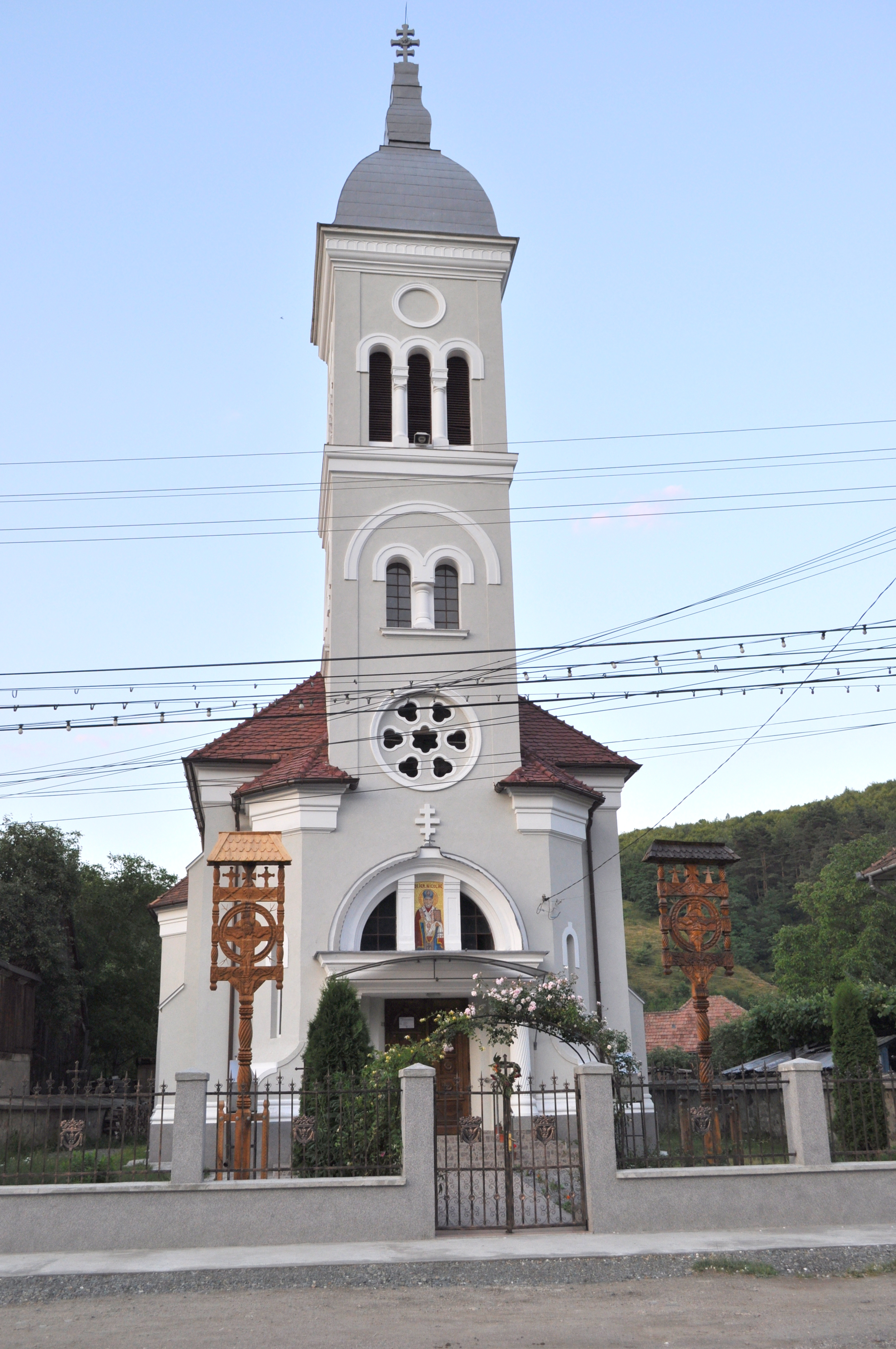
Biserica Sfântul Ierarh Nicolae